# Вила Лазића и Митровића у Београду
Вила Лазића и Митровића у Београду  налази се у градској општини Савски венац, у улици Милована Глишића 4-4а у Београду. Уврштена је у споменик културе Србије.

## Историјат и архитектура
Објекат је изграђен 1931. године према пројекту архитеката браће Крстић, Петра и Бранка, у стилу модернизма. Вила је грађена као двојна грађевина у оквиру које су два волумена физички повезана покривеном колонадом, потпуно огледалски симетрична, како у унутрашњој организацији простора, тако и у спољашњој архитектури и партерном решењу баште. Дисциплинована модерна геометрија кубичних форми следи организацију и функционалну хијерархију унутрашњих простора. Идентична организација станова у два волумена заснована је на принципу централне собе у приземљу, који се широко отвара према салону и главном степеништу, док је приватни део стана смештен конвенционално на спрату. На кући преовлађује констраст кубичних волумена и јаког хоризонталног потеза приземља.
Током обраде фасада коришћен је минимун секундарне пластике. Вила Лазића и Митровића представља пример модерног архитектонског размишљања о форми двојне куће и открива суштинско разумевање односа функције и форме модерне архитектуре. Од културно-историјског је значаја, као и због тога што је ауторско дело браће Крстић, који су били водећи архитекти у тридесетих година 20. века, у Краљевини Југославији.